# Amy Nimr
Amy Nimr, nota anche con il nome da coniugata Amy Smart (Il Cairo, 9 agosto 1898 – Parigi, 24 gennaio 1974), è stata una pittrice egiziana, nonché scrittrice e mecenate, affiliata al collettivo Art et Liberté del Cairo.

## Biografia
Amy Nimr nacque al Cairo da una famiglia dell'alta borghesia. Il suo certificato di nascita ufficiale afferma che è nata nel 1907, ma si ritiene più probabile che sia nata il 9 agosto 1898. Sebbene sia di nazionalità egiziana, la madre di Nimr, Ellen Eynaud, era britannica, francese e austriaca e suo padre, Faris Nimr, era di origine libanese-siriana. Anche suo padre era un famoso "magnate dei media" che, nel 1879 con un suo socio, aveva fondato il periodico scientifico e letterario al-Muqataf. In seguito, nel 1889, dopo essersi trasferiti in Egitto da Beirut, fondarono il quotidiano serale al-Muqattam.

### Formazione
Crescendo, Nimr ricevette un'istruzione prevalentemente occidentale. Trascorse il suo tempo tra Egitto, Francia e Inghilterra. Frequentò il Cheltenham Ladies' College e poi la Slade School of Fine Art di Londra dal 1916 al 1920. Fu anche una studentessa nel laboratorio del pittore post-impressionista Walter Sickert.

### Carriera artistica
In Europa, la carriera artistica di Nimr decollò. Espose per la prima volta a Parigi al Salon d'Automne del 1925 e tenne la sua prima mostra personale alla Galleria Bernheim-Jeune un anno dopo, nel 1926. La sua notorietà in Egitto fu facilitata da numerose mostre pubbliche all'annuale Salon du Caire a partire dai primi anni '30. Si dice che il suo lavoro abbia attirato l'attenzione del pittore Mahmoud Sa'id, una delle figure più importanti dell'arte moderna egiziana, e di Jean Moscatelli, uno dei membri fondatori del collettivo Art et Liberté. Inoltre, lo scrittore Ahmed Rassim (nonché cugino di Mahmoud Sa'id) scrisse un breve libro su di lei. Tra gli anni 1930 e 1935 espose alla Galleria Warren di Londra, alla Galleria Vignon di Parigi e alla Galleria Kasr al-Doubarah al Cairo. In Europa venne a conoscenza del surrealismo e partecipò a mostre del movimento insieme ad artisti come Barbara Hepworth e Robert Medley. Quando rientrò in Egitto negli anni '30, si unì al gruppo surrealista Art et Liberté ("Arte e Libertà") e sposò Walter Smart, "un alto funzionario britannico e un noto studioso di arabo e persiano". Lei e suo marito svolsero un ruolo importante nelle prime fasi dell'operato di Arte e Libertà. Aprirono la loro casa a Zamalek ai membri del gruppo, introducendoli alle "tendenze intellettuali che provenivano dal circolo di Henry Miller a Villa Seurat" che aveva conosciuto quando viveva a Parigi e che occupò uno dei loro studi. Nella sua casa ospitò anche saloni per artisti per esporre il loro lavoro e aiutò molti di loro finanziariamente commissionando le loro opere.
I suoi primi dipinti (precedenti ad Art et Liberté) raffiguravano aspetti della vita peculiari dell'Egitto, pur utilizzando tecniche tradizionali europee come il chiaroscuro. Molti dei suoi primi dipinti consistevano in ritratti di nubiani, di beduini di quando visitò l'Alto Egitto, e ritratti di donne nude provenienti dalla Nubia, dal Sudan e dall'Africa subsahariana. Dipinse anche nature morte, scene religiose e immagini della comunità ebraica egiziana. Il suo stile avrebbe subito una svolta a metà degli anni Quaranta a causa di un'esperienza traumatica nel 1943. Durante un picnic nel deserto di Saqqara con suo marito e suo figlio Micky, quest'ultimo rimase ucciso da una mina. Prese una pausa dalla pittura ma, quando riprese in mano i pennelli, i suoi dipinti erano costituiti da cadaveri, scheletri, corpi sfigurati. Ciò fu una probabile conseguenza della seconda guerra mondiale e degli effetti della violenza coloniale britannica in Egitto. A metà degli anni Quaranta espose queste opere estremamente oscure e surrealiste all'Exposition de l'Art Indépendant, ricevendo grandi elogi. Nel 1945 scrisse una critica letteraria sul poeta greco di Alessandria Konstantinos Kavafis per la rivista di poesia di guerra surrealista intitolata Personal Landscape, fondata dallo scrittore Lawrence Durrell e da Robin Fedden, professore di inglese all'Università del Cairo. È stata l'unica surrealista egiziana a contribuire alla pubblicazione.
Dopo la rivoluzione egiziana del 1952 (conosciuta anche come Movimento degli Ufficiali Liberi), la crisi di Suez nel 1956 e l'ascesa del nazionalismo egiziano, Nimr e suo marito, come molti altri membri di Art et Liberté, furono costretti a lasciare l'Egitto. Si stabilirono a Parigi dove sarebbe rimasta per il resto della sua vita. Negli anni '50, come il suo collega membro di Arte e Libertà Ramses Younan, il lavoro di Nimr divenne esclusivamente astratto. La sua ultima mostra nota si tenne alla Galerie de Marignan di Parigi nel 1961. Il 24 gennaio 1974 morì a Parigi.

## Mostre
Nel 2022, sue opere sono state inserite nella mostra tematica La culla della strega nell'ambito della 59ª Biennale di Venezia.